# Smeltevarme
Smeltevarme er den mængde energi der skal til, for at et stof kan gå fra fast fase til flydende, når dette har nået smeltepunktet. Normalt måler man smeltevarmen i {\displaystyle {\frac {\mbox{kJ}}{\mbox{kg}}}}, dvs. mængden af energi der skal til, for at smelte hvert kg af stoffet.

## Regneeksempel
Q = m {\displaystyle \cdot } Ls
Q er varmemængden der afgives til stofmængden med massen m og smeltevarmen Ls.
Man har 14 kg is med temperaturen 0 °C, eller 273.15 K. Smeltevarmen for is er 334 kJ/kg. For at smelte dette skal man således bruge
{\displaystyle Q=14\ {\mbox{kg}}\cdot 334\ {\frac {\mbox{kJ}}{\mbox{kg}}}=4676\ {\mbox{kJ}}}
Enhederne J/g og kJ/kg er ækvivalente.

## Smeltevarmetabeller for nogle kendte stoffer
Smeltevarmetabel for nogle stoffer, der er gasformige ved normal temperatur og tryk:
| Stof      | Smeltevarme (J/g) |
| --------- | ----------------- |
| ilt       | 14                |
| nitrogen  | 26                |
| methan    | 32,6              |
| propan    | 44,4              |
| kuldioxid | 180               |

Smeltevarmetabel for nogle stoffer, der er flydende ved normal temperatur og tryk:
| Stof     | Smeltevarme (J/g) |
| -------- | ----------------- |
| vand     | 334               |
| glycerol | 200.62            |
| ethanol  | 110               |
| acetone  | 97.99             |
| Kviksølv | 11,6              |

Smeltevarmetabel for nogle stoffer, der er faste ved normal temperatur og tryk:
| Stof      | Smeltevarme (J/g) |
| --------- | ----------------- |
| bly       | 25                |
| guld      | 65                |
| kobber    | 207               |
| jern      | 272               |
| lava      | 260-740           |
| aluminium | 398               |
| granit    | 420               |
| basalt    | 506               |

Mange flere værdier kan findes her (se latent heat of fusion eller latent heat of melting).

## Is smeltevarmes virkning på jordens poler
Jordens polers ismasser (omfatter iskapper og havis) er med til at drive polar-cellerne året rundt, da isen holder isens overfladetemperatur på ca. 0 °C (eller lavere), indtil der ikke er mere is. Herudover reflekterer is mere sollys end andre overflader (albedo), hvilket er med til at holde polernes temperatur lavere om sommeren, end uden ismasser.